# Rivière-la-Paix (circonscription électorale provinciale)
Circonscription électorale provinciale du Canada
Rivière-la-Paix (en anglais Peace River) est une circonscription électorale provinciale de l'Alberta (Canada), située dans le nord-ouest de la province. Elle comprend les bourgs de Rivière-la-Paix, Manning, High Level et Rainbow Lake. 
Créée en 1905 pour la première élection générale albertaine, Rivière-la-Paix a été gagnée par le parti du gouvernement presque chaque fois. Herbert Greenfield, 4e premier ministre de l'Alberta, y a siégé pendant son mandat.

## Liste des députés
| Années | Années          | Député             | Parti politique           |
| ------ | --------------- | ------------------ | ------------------------- |
|        | 1905            | Lucien Dubuc       | Indépendant               |
|        | 1906 - 1909     | Thomas Brick       | Indépendant               |
|        | 1909 - 1913     | James Cornwall     | Libéral                   |
|        | 1913 - 1917     | Alphaeus Patterson | Conservateur              |
|        | 1917 - 1921     | William Rae        | Libéral                   |
|        | 1921            | Donald Kennedy     | United Farmers            |
|        | 1921-1926       | Herbert Greenfield | United Farmers            |
|        | 1926 - 1930     | Hugh Allen         | United Farmers            |
|        | 1930 - 1935     | William Bailey     | United Farmers            |
|        | 1935 - 1940     | William Lampley    | Créditiste                |
|        | 1940 - 1944     | Eld Martin         | Indépendant               |
|        | 1944 - 1948     | William Gilliland  | Créditiste                |
|        | 1948 - 1952     | William Gilliland  | Créditiste                |
|        | 1952 - 1955     | William Gilliland  | Créditiste                |
|        | 1955 - 1959     | William Gilliland  | Créditiste                |
|        | 1959 - 1961     | William Gilliland  | Créditiste                |
|        | 1961 - 1963     | Euell Montgomery   | Créditiste                |
|        | 1963 - 1967     | Euell Montgomery   | Créditiste                |
|        | 1967 - 1971     | Robert Wiebe       | Créditiste                |
|        | 1971 - 1975     | Al Adair           | Progressiste-conservateur |
|        | 1975 - 1979     | Al Adair           | Progressiste-conservateur |
|        | 1979 - 1982     | Al Adair           | Progressiste-conservateur |
|        | 1982 - 1986     | Al Adair           | Progressiste-conservateur |
|        | 1986 - 1989     | Al Adair           | Progressiste-conservateur |
|        | 1989 - 1993     | Al Adair           | Progressiste-conservateur |
|        | 1993 - 1997     | Gary Friedel       | Progressiste-conservateur |
|        | 1997 - 2001     | Gary Friedel       | Progressiste-conservateur |
|        | 2001 - 2004     | Gary Friedel       | Progressiste-conservateur |
|        | 2004 - 2008     | Frank Oberle       | Progressiste-conservateur |
|        | 2008 - 2012     | Frank Oberle       | Progressiste-conservateur |
|        | 2012 - 2015     | Frank Oberle       | Progressiste-conservateur |
|        | 2015 - 2019     | Debbie Jabbour     | Néo-démocrate             |
|        | 2019 - 2023     | Dan Williams       | Conservateur uni          |
|        | 2023 - en cours | Dan Williams       | Conservateur uni          |